# Cheiraster robustus
Cheiraster robustus is een zeester uit de familie Benthopectinidae.
De wetenschappelijke naam van de soort werd in 1917 gepubliceerd door Austin Hobart Clark.